# Вітренно-Телеутське
Ві́тренно-Телеу́тське (рос. Ветренно-Телеутское) — село у складі Каменського району Алтайського краю, Росія. Адміністративний центр Телеутської сільської ради.
Стара назва — Вітренотелеутське.

## Населення
Населення — 277 осіб (2010; 458 у 2002).
Національний склад (станом на 2002 рік):
- росіяни — 92 %